# 桜乃そら
桜乃そら（はるのそら）は、AH-Softwareにより企画・販売されている音声合成用の音源名およびそのキャラクターである。ライブラリには声優の井上喜久子の声が収録されている。本項では、関連キャラクターのポロンちゃん（CV: 木村朱里）についても述べる。

## キャラクター
2018年7月12日に歌唱音声合成ソフトウェア『VOCALOID 5』用歌声ライブラリ『VOCALOID 桜乃そら』、テキスト読み上げ用音声合成ソフトウェア『VOICEROID2 桜乃そら』が発表された際に初登場した。各ライブラリのキャラクターボイスは井上喜久子、キャラクターデザインを梅谷阿太郎が担当する。
井上の声の音声ライブラリの構想は2009年にはAHS社内で候補に挙がっており、2013年に音声ライブラリ化のプロジェクトが立ち上がった。VOCALOIDやVOICEROIDの音声素材の収録には毎週3時間を半年以上かけて行われた。AH-SoftwareからはMMDモデルデータ、Live2D/FaceRigデータ、キャラクターイラストが無償配布されている。
公式設定は以下の通り。
- おっとりとしたお姉さんタイプの17歳
- ステージに立つとその時々で「やさしく柔らかな一面」、「クールで鋭い一面」が表れるという二面性を持っている。
- 誕生日は7月26日[6]

## ポロンちゃん
普段はそらが耳に装着しているロボットで、ヒト型形態になると帽子の部分で食べていろいろなことを学習する。自称天才AI。声優の木村朱里がキャラクターボイスを担当する。当初はロボット形態のみの姿であったが、2023年4月1日に擬人化した姿が公開された。同年7月5日に追加音声素材と表情差分イラストが配布開始となった。

## 製品

### VOCALOID 桜乃そら
2018年7月26日発売。「VOCALOID 桜乃そら」はヤマハの歌声合成技術「VOCALOID」に対応したボーカル音源で、パソコンでメロディと歌詞を入力して歌声を作成できる。エンジンのバージョンは当時サードパーティ製では初となるVOCALOID5。ボイスバンクは「クール」と「ナチュラル」の2種類が存在し、それぞれ単品（パッケージ版、ダウンロード版）で販売されている他、パッケージ版でのセット販売の「桜乃そら　コンプリート」が販売されている。「クール」と「ナチュラル」のそれぞれには専用の追加音声素材が付属している。2019年にVOCALOID5の一機能であるアタック＆リリースエフェクトにおける追加機能を実装した無償のアップデータが配布された。

#### クール
声質は力強く張りがあり、のびやかである。スローテンポのパワー系バラードや演歌～ハイテンポなロックに対応している。推奨音域はE2～C5、推奨テンポは70～200 BPM。パッケージのイラストでは黒と赤を基調とした衣装を着た姿が描かれている。

#### ナチュラル
声質はやさしくやわらかい。バラードはふんわりと、ミドルテンポ～アップテンポのポップソングはそのままのやさしさで流麗に歌い上げる。推奨音域はA2～C5、推奨テンポは70～160 BPM。パッケージのイラストでは水色と白を基調とした衣装を着た姿が描かれている。

#### サンプル曲
以下は、VOCALOID 桜乃そらの製品情報ページに掲載されているサンプル曲である。
| 題名                           | 作詞・作曲等                                                  | ボーカル           | 脚注          |
| ------------------------------ | ------------------------------------------------------------- | ------------------ | ------------- |
| どんな言葉なら届きますか？     | 作詞:畑亜貴 作曲:田中公平 編曲：村瀬恭久 VOCALOID調声:みろんP | 桜乃そら           | [ 14 ]        |
| 恋の呪文はソラソラ             | 作詞・作曲：EHAMIC                                            | 桜乃そら           | [ 15 ]        |
| 湯霧ノ旅路                     | 作詞・作曲：だいすけP                                         | 桜乃そら           | [ 16 ]        |
| 未来へともに                   | 作詞:清田伸雄 作曲:川崎恵 編曲：ピュアサウンド                | 桜乃そら           | [ 17 ]        |
| 無限にホメてくれる桜乃そら先生 | 作詞・作曲:GYARI(ココアシガレットP)                           | 桜乃そら・弦巻マキ | [ 18 ] [ 19 ] |

### VOCEROID2 桜乃そら
2018年7月26日発売。「VOCEROID2 桜乃そら」はAITalkをエンジンとしたテキスト読み上げ音声合成ソフト「VOICEROID 2」の音声ライブラリ名。声質はやさしく柔らかい。ボイススタイル機能は非搭載。パッケージイラストは赤い眼鏡を掛け、ワンピースを着た姿が描かれている。

### Synthesizer V AI 桜乃そら
「Synthesizer V AI 桜乃そら」はDreamtonics株式会社が開発した歌声合成ソフトウェアSynthesizer Vの音声ライブラリ名の一製品。2023年5月18日のAHS公式生放送の中で開発が発表された。製品販売に先駆けて6月25日に開催された音声合成キャラクターフェス「VVV MUSIC LIVE」では、当製品を使用した歌声が披露された。2023年8月24日発売。VOCALOID5版の追加音声素材(クール、ナチュラル両方のもの)が付属している。推奨音域はC3-E5。ボーカルスタイルはSweet、Soft、Adult、Pop、Coolとなっている。

### VOICEPEAK 桜乃そら
「VOICEPEAK 桜乃そら」は読み上げ用音声合成ソフトVOICEPEAKの音源名の一製品。2023年5月18日のAHS公式生放送の中で開発が発表された。おまけとして「ポロンちゃん」「フリモメン」の音声も収録されている。2023年8月24日発売。桜乃そらのボイススタイルは「幸せ」「悲しみ」「怒り」「ささやき」「クール」、ポロンちゃんのボイススタイルは「ロボ」「天才」「ほんわか」「ぷんぷん」「泣き」の各5種となっている。